# Genesi (Franco Battiato)
Genesi è un'opera di Franco Battiato, pubblicata nel 1987.
Essa contiene anche gli adattamenti in lingua moderna di alcuni testi antichi dal sanscrito, persiano, greco e turco, raccolti e adattati dall'artista siciliano.
La prima dell'opera si tenne al Teatro Farnese per il Teatro Regio di Parma il 26 aprile 1987. 
Ad eseguirla l'Orchestra Sinfonica dell'Emilia Romagna "Arturo Toscanini", diretta da Alessandro Nidi, e il Coro del Teatro Regio di Parma diretto da Adolfo Tanzi.
È stata integralmente pubblicata in CD nel 1987 dall'etichetta Fonit Cetra, utilizzando le registrazioni effettuate durante le rappresentazioni dell'opera a Parma, nei giorni 29 aprile, 3 e 5 maggio 1987.

## Trama
Gli Dèi assistono con grande preoccupazione alla decadenza quasi irreversibile del genere umano e sono sul punto di provocare un ennesimo diluvio universale.
Decidono però di aiutare gli uomini, con un ultimo tentativo, inviando quattro arcangeli messaggeri sul pianeta Terra sotto forma umana.
Questi si accorgono che effettivamente esistono ancora reali possibilità di salvezza, scoprendo dell'esistenza di una confraternita, isolata dal mondo, che si dedica alla danza sacra di Mevlānā e che vive secondo insegnamenti e pratiche della tradizione esoterica. 
Tra questi vive un cantore, che brilla di particolari virtù, totalmente dedito alla ricerca e alla meditazione.
Gli arcangeli e questi uomini illuminati decidono quindi di costruire un'astronave in grado di far loro compiere un viaggio metascientifico e allucinogeno per ottenere così una nuova comprensione del mondo e intraprendere una nuova via di salvezza.
Al ritorno si dedicano ad una profonda lezione sulle origini dell'universo e il cantore, in segno di gratitudine, canta loro dei passi del Bhagavadgītā.
Il popolo però si appropria maldestramente di questi insegnamenti ricevuti facendone un sistema.
Il cantore in trance elenca in ordine alfabetico i più grandi musicisti della storia, alla cui casta sente di appartenere.
Compiuta la missione gli arcangeli ripartono viaggiando all'indietro, salutati da un Gloria.

## Numeri musicali

### Atto primo
1. Introduzione - Orchestra
2. I cavalieri della solitudine - Soli
3. Prima di me - Coro e voce recitante
4. La nascita non è un principio - Soli
5. Simon Petra - Voce recitante
6. Simon Petra - Coro e voce recitante
7. Sen Paigamberler - Coro
8. Hazreti Mevlana - Soli e coro

### Atto secondo
1. Introduzione - Orchestra
2. L'aria si separò dal fuoco - Soli
3. Aria-spirito fuoco-coscienza - Coro
4. Śrī bhagavān - Voce recitante
5. Rorate coeli - Coro
6. Kyrie eleison - Coro

### Atto terzo
1. Introduzione - Orchestra
2. Cerco un giardino - Soli
3. L'acqua dei cantici - Coro
4. Je suis l'homme - Soli
5. Albinoni, Albeniz, Bach, ecc - Voce recitante
6. Gloria gloria curva - Soli e coro
7. Finale - Orchestra

## Formazione
- Nicolas Christou - baritono
- Donatella Saccardi - soprano
- Louisa Kennedy - soprano
- Vincenzo La Scola - tenore
- Juri Camisasca - voce
- Filippo Destrieri - programmazione